# Luciano Parinetto
Luciano Parinetto (Brescia, 1934 – Chiari, 22 dicembre 2001) è stato un filosofo italiano.

## Biografia
Ha insegnato filosofia morale all'Università degli Studi di Milano. Nella sua opera convergono tanto lo studio delle filosofie orientali (fu traduttore in italiano del Tao Te Ching di Lao Tzu) quanto influenze di pensatori sia classici, come (Eraclito, Nietzsche e Marx), sia contemporanei della filosofia occidentale, quali Deleuze e Guattari. È considerato uno degli interpreti eterodossi del marxismo in Italia. Luciano Parinetto, grazie alla sua una profonda cultura musicale, fu recensionista del settimanale L'Eco di Brescia; fu anche collaboratore del periodico La Verità.

## Pensiero e tematiche affrontate
Nella sua attività si concentrò in particolar modo sull'analisi delle persecuzioni dei movimenti ereticali e sulla stregoneria, nella cui repressione Parinetto leggeva il tentativo di annichilimento di qualsiasi diversità sociale da parte del potere non solo religioso, ma anche economico e culturale. Ha contribuito alla comprensione dell'emarginazione delle istanze sociali e culturali minoritarie contemporanee e del passato. Altro tema centrale dell'opera di Parinetto è stata l'alchimia, intesa come sapere contrapposto alla scienza moderna e volto alla trasformazione dell'umano anziché del sociale.
La biblioteca personale di Parinetto, grazie alla donazione della sorella Mariagrazia, nel 2002 è confluita nel Fondo Parinetto ospitato presso la Fondazione Biblioteca Morcelli - Pinacoteca Repossi di Chiari.

## Opere
- Magia e ragione. Una polemica sulle streghe in Italia intorno al 1750, Firenze, La Nuova Italia, 1974.
- Né dio né capitale, Ed. Contemporanea, 1976.
- Corpo e rivoluzione in Marx. Morte, diavolo, analità, Moizzi-contemporanea, 1977.
- Marx e Shylock, Unicopli, 1982.
- Streghe e politica, Istituto Propaganda Libraria, 1983
- Faust e Marx, Pellicani, 1989; Mimesis, 2004.
- Alchimia e utopia, Pellicani, 1990; Mimesis, 2004.
- Nostra signora dialettica, Pellicani, 1991.
- Solilunio: erano donne le streghe?, Pellicani, 1991.
- Processo e morte di Giordano Bruno: i documenti, con un saggio, Rusconi, 1995.
- Il ritorno del diavolo, Mimesis, 1996.
- Marx diverso perverso, Unicopli, 1997.
- La traversata delle streghe nei nomi e nei luoghi e altri saggi, Colobrì, 1997.
- I Lumi e le streghe, Colibrì, 1998.
- Streghe e potere: il capitale e la persecuzione dei diversi, Rusconi, 1998.
- La rivolta del diavolo: Lutero, Müntzer e la rivolta dei contadini in Germania, Rusconi, 1999.
- Gettare Heidegger, Mimesis, 2002.
- Le teorie dell'alienazione: Hegel, Feuerbach e Marx, a cura di Dario Borso, ShaKe, 2012.
- Alchimia e utopia. Nuova edizione, a cura del Gruppo Ippolita, postfazione di Federico Zappino, Mimesis 2024.

Curatele e traduzioni
- Jacob Böhme, La vita sovrasensibile. Dialogo tra un maestro e un discepolo (1624), Mimesis, 1998.
- Giordano Bruno, La magia e le ligature, Mimesis, 2000.
- Niccolò Cusano, Il Dio nascosto, Mimesis, 2010.
- Emily Dickinson, Dietro la porta, 237 liriche scelte, Rusconi, 1999.
- Eraclito, Fuoco non fuoco, tutti i frammenti, Luciano Parinetto, Mimesis, 1994.
- Ludwig Feuerbach, Rime sulla morte, Mimesis, 1993.
- Georg Wilhelm Friedrich Hegel e Friedrich Hölderlin, Eleusis, carteggio, Mimesis, 1999.
- Karl Marx, Sulla religione, La nuova Italia, 1980.
- Gotthold Ephraim Lessing, Il teatro della verità. Massoneria, Utopia, Verità, Mimesis, 1997.
- Angelus Silesius, L'altro io di dio, Mimesis, 1993.
- Lao Tzu, La via in cammino: Tao Te Ching, Edizioni La vita Felice, Milano, 1995.
- Voltaire, Stupidità del cristianesimo, Stampa Alternativa, 2001.